# Comuna de Frampol
Frampol (polaco: Gmina Frampol) é uma gminy (comuna) na Polónia, na voivodia de Lublin e no condado de Biłgorajski.
De acordo com os censos de 2006, a comuna tem 6.497 habitantes, com uma densidade 60 hab/km².

## Área
Estende-se por uma área de 107,61 km², incluindo:
- área agricola: 63%
- área florestal: 32%

## Demografia
Dados de 30 de Junho 2004:
|                      | Total   | Total | Mulheres | Mulheres | Homens  | Homens |
| -------------------- | ------- | ----- | -------- | -------- | ------- | ------ |
|                      | pessoas | %     | pessoas  | %        | pessoas | %      |
| População            | 6575    | 100   | 3295     | 50,1     | 3280    | 49,9   |
| Densidade (pop./km²) | 61,1    | 100   | 30,6     | 30,6     | 30,5    | 30,5   |

De acordo com dados de 2002, o rendimento médio per capita ascendia a 1140,53 zł.

## Comunas vizinhas
- Biłgoraj, Dzwola, Goraj, Radecznica